# 塞達爾克雷斯特 (加利福尼亞州弗雷斯諾縣)
塞達爾克雷斯特（英語：Cedar Crest）是位於美國加利福尼亞州弗雷斯諾縣的一個非建制地區。該地的面積和人口皆未知。

## 地理
塞達爾克雷斯特的座標為37°14′42″N 119°12′04″W / 37.24500°N 119.20111°W，而該地的平均海拔高度為2157米（即7077英尺）。